# Station Jastrowie Miasto
Station Jastrowie Miasto is een spoorwegstation in de Poolse plaats Jastrowie.